# Йожеф Сен
Йожеф Сен (угор. Szén József, 7 липня 1805, Пешт — 13 січня 1857, там само) — угорський шахіст. Один із найсильніших гравців Угорщини першої половини XIX ст., отримав прізвисько «угорський Філідор».

## Життєпис і діяльність
Архівіст за фахом. У шахи навчився грати в кав'ярні Вурма, ставши її чемпіоном у 25-літньому віці. У 1836-1839 роках подорожував по Франції, Англії та Німеччині, провівши багато вдалих партій, які принесли йому славу сильного шахіста. 1836 року в Парижі переміг Лабурдонне з рахунком +13 -12 (отримував фору: пішака та хід). У Лондоні зіграв унічию з Вокером і Слоусом. Результати берлінських мікроматчів: фон дер Лаза (+2 -1), Бледов (+1 -1), Маєт (-2 =1), а також програв партію Більгерові.
|   | a | b | c | d | e | f | g | h |   |
| 8 | e8 чорний король · f7 чорний пішак · g7 чорний пішак · h7 чорний пішак · a2 білий пішак · b2 білий пішак · c2 білий пішак · d1 білий король | e8 чорний король · f7 чорний пішак · g7 чорний пішак · h7 чорний пішак · a2 білий пішак · b2 білий пішак · c2 білий пішак · d1 білий король | e8 чорний король · f7 чорний пішак · g7 чорний пішак · h7 чорний пішак · a2 білий пішак · b2 білий пішак · c2 білий пішак · d1 білий король | e8 чорний король · f7 чорний пішак · g7 чорний пішак · h7 чорний пішак · a2 білий пішак · b2 білий пішак · c2 білий пішак · d1 білий король | e8 чорний король · f7 чорний пішак · g7 чорний пішак · h7 чорний пішак · a2 білий пішак · b2 білий пішак · c2 білий пішак · d1 білий король | e8 чорний король · f7 чорний пішак · g7 чорний пішак · h7 чорний пішак · a2 білий пішак · b2 білий пішак · c2 білий пішак · d1 білий король | e8 чорний король · f7 чорний пішак · g7 чорний пішак · h7 чорний пішак · a2 білий пішак · b2 білий пішак · c2 білий пішак · d1 білий король | e8 чорний король · f7 чорний пішак · g7 чорний пішак · h7 чорний пішак · a2 білий пішак · b2 білий пішак · c2 білий пішак · d1 білий король | 8 |
| 7 | e8 чорний король · f7 чорний пішак · g7 чорний пішак · h7 чорний пішак · a2 білий пішак · b2 білий пішак · c2 білий пішак · d1 білий король | e8 чорний король · f7 чорний пішак · g7 чорний пішак · h7 чорний пішак · a2 білий пішак · b2 білий пішак · c2 білий пішак · d1 білий король | e8 чорний король · f7 чорний пішак · g7 чорний пішак · h7 чорний пішак · a2 білий пішак · b2 білий пішак · c2 білий пішак · d1 білий король | e8 чорний король · f7 чорний пішак · g7 чорний пішак · h7 чорний пішак · a2 білий пішак · b2 білий пішак · c2 білий пішак · d1 білий король | e8 чорний король · f7 чорний пішак · g7 чорний пішак · h7 чорний пішак · a2 білий пішак · b2 білий пішак · c2 білий пішак · d1 білий король | e8 чорний король · f7 чорний пішак · g7 чорний пішак · h7 чорний пішак · a2 білий пішак · b2 білий пішак · c2 білий пішак · d1 білий король | e8 чорний король · f7 чорний пішак · g7 чорний пішак · h7 чорний пішак · a2 білий пішак · b2 білий пішак · c2 білий пішак · d1 білий король | e8 чорний король · f7 чорний пішак · g7 чорний пішак · h7 чорний пішак · a2 білий пішак · b2 білий пішак · c2 білий пішак · d1 білий король | 7 |
| 6 | e8 чорний король · f7 чорний пішак · g7 чорний пішак · h7 чорний пішак · a2 білий пішак · b2 білий пішак · c2 білий пішак · d1 білий король | e8 чорний король · f7 чорний пішак · g7 чорний пішак · h7 чорний пішак · a2 білий пішак · b2 білий пішак · c2 білий пішак · d1 білий король | e8 чорний король · f7 чорний пішак · g7 чорний пішак · h7 чорний пішак · a2 білий пішак · b2 білий пішак · c2 білий пішак · d1 білий король | e8 чорний король · f7 чорний пішак · g7 чорний пішак · h7 чорний пішак · a2 білий пішак · b2 білий пішак · c2 білий пішак · d1 білий король | e8 чорний король · f7 чорний пішак · g7 чорний пішак · h7 чорний пішак · a2 білий пішак · b2 білий пішак · c2 білий пішак · d1 білий король | e8 чорний король · f7 чорний пішак · g7 чорний пішак · h7 чорний пішак · a2 білий пішак · b2 білий пішак · c2 білий пішак · d1 білий король | e8 чорний король · f7 чорний пішак · g7 чорний пішак · h7 чорний пішак · a2 білий пішак · b2 білий пішак · c2 білий пішак · d1 білий король | e8 чорний король · f7 чорний пішак · g7 чорний пішак · h7 чорний пішак · a2 білий пішак · b2 білий пішак · c2 білий пішак · d1 білий король | 6 |
| 5 | e8 чорний король · f7 чорний пішак · g7 чорний пішак · h7 чорний пішак · a2 білий пішак · b2 білий пішак · c2 білий пішак · d1 білий король | e8 чорний король · f7 чорний пішак · g7 чорний пішак · h7 чорний пішак · a2 білий пішак · b2 білий пішак · c2 білий пішак · d1 білий король | e8 чорний король · f7 чорний пішак · g7 чорний пішак · h7 чорний пішак · a2 білий пішак · b2 білий пішак · c2 білий пішак · d1 білий король | e8 чорний король · f7 чорний пішак · g7 чорний пішак · h7 чорний пішак · a2 білий пішак · b2 білий пішак · c2 білий пішак · d1 білий король | e8 чорний король · f7 чорний пішак · g7 чорний пішак · h7 чорний пішак · a2 білий пішак · b2 білий пішак · c2 білий пішак · d1 білий король | e8 чорний король · f7 чорний пішак · g7 чорний пішак · h7 чорний пішак · a2 білий пішак · b2 білий пішак · c2 білий пішак · d1 білий король | e8 чорний король · f7 чорний пішак · g7 чорний пішак · h7 чорний пішак · a2 білий пішак · b2 білий пішак · c2 білий пішак · d1 білий король | e8 чорний король · f7 чорний пішак · g7 чорний пішак · h7 чорний пішак · a2 білий пішак · b2 білий пішак · c2 білий пішак · d1 білий король | 5 |
| 4 | e8 чорний король · f7 чорний пішак · g7 чорний пішак · h7 чорний пішак · a2 білий пішак · b2 білий пішак · c2 білий пішак · d1 білий король | e8 чорний король · f7 чорний пішак · g7 чорний пішак · h7 чорний пішак · a2 білий пішак · b2 білий пішак · c2 білий пішак · d1 білий король | e8 чорний король · f7 чорний пішак · g7 чорний пішак · h7 чорний пішак · a2 білий пішак · b2 білий пішак · c2 білий пішак · d1 білий король | e8 чорний король · f7 чорний пішак · g7 чорний пішак · h7 чорний пішак · a2 білий пішак · b2 білий пішак · c2 білий пішак · d1 білий король | e8 чорний король · f7 чорний пішак · g7 чорний пішак · h7 чорний пішак · a2 білий пішак · b2 білий пішак · c2 білий пішак · d1 білий король | e8 чорний король · f7 чорний пішак · g7 чорний пішак · h7 чорний пішак · a2 білий пішак · b2 білий пішак · c2 білий пішак · d1 білий король | e8 чорний король · f7 чорний пішак · g7 чорний пішак · h7 чорний пішак · a2 білий пішак · b2 білий пішак · c2 білий пішак · d1 білий король | e8 чорний король · f7 чорний пішак · g7 чорний пішак · h7 чорний пішак · a2 білий пішак · b2 білий пішак · c2 білий пішак · d1 білий король | 4 |
| 3 | e8 чорний король · f7 чорний пішак · g7 чорний пішак · h7 чорний пішак · a2 білий пішак · b2 білий пішак · c2 білий пішак · d1 білий король | e8 чорний король · f7 чорний пішак · g7 чорний пішак · h7 чорний пішак · a2 білий пішак · b2 білий пішак · c2 білий пішак · d1 білий король | e8 чорний король · f7 чорний пішак · g7 чорний пішак · h7 чорний пішак · a2 білий пішак · b2 білий пішак · c2 білий пішак · d1 білий король | e8 чорний король · f7 чорний пішак · g7 чорний пішак · h7 чорний пішак · a2 білий пішак · b2 білий пішак · c2 білий пішак · d1 білий король | e8 чорний король · f7 чорний пішак · g7 чорний пішак · h7 чорний пішак · a2 білий пішак · b2 білий пішак · c2 білий пішак · d1 білий король | e8 чорний король · f7 чорний пішак · g7 чорний пішак · h7 чорний пішак · a2 білий пішак · b2 білий пішак · c2 білий пішак · d1 білий король | e8 чорний король · f7 чорний пішак · g7 чорний пішак · h7 чорний пішак · a2 білий пішак · b2 білий пішак · c2 білий пішак · d1 білий король | e8 чорний король · f7 чорний пішак · g7 чорний пішак · h7 чорний пішак · a2 білий пішак · b2 білий пішак · c2 білий пішак · d1 білий король | 3 |
| 2 | e8 чорний король · f7 чорний пішак · g7 чорний пішак · h7 чорний пішак · a2 білий пішак · b2 білий пішак · c2 білий пішак · d1 білий король | e8 чорний король · f7 чорний пішак · g7 чорний пішак · h7 чорний пішак · a2 білий пішак · b2 білий пішак · c2 білий пішак · d1 білий король | e8 чорний король · f7 чорний пішак · g7 чорний пішак · h7 чорний пішак · a2 білий пішак · b2 білий пішак · c2 білий пішак · d1 білий король | e8 чорний король · f7 чорний пішак · g7 чорний пішак · h7 чорний пішак · a2 білий пішак · b2 білий пішак · c2 білий пішак · d1 білий король | e8 чорний король · f7 чорний пішак · g7 чорний пішак · h7 чорний пішак · a2 білий пішак · b2 білий пішак · c2 білий пішак · d1 білий король | e8 чорний король · f7 чорний пішак · g7 чорний пішак · h7 чорний пішак · a2 білий пішак · b2 білий пішак · c2 білий пішак · d1 білий король | e8 чорний король · f7 чорний пішак · g7 чорний пішак · h7 чорний пішак · a2 білий пішак · b2 білий пішак · c2 білий пішак · d1 білий король | e8 чорний король · f7 чорний пішак · g7 чорний пішак · h7 чорний пішак · a2 білий пішак · b2 білий пішак · c2 білий пішак · d1 білий король | 2 |
| 1 | e8 чорний король · f7 чорний пішак · g7 чорний пішак · h7 чорний пішак · a2 білий пішак · b2 білий пішак · c2 білий пішак · d1 білий король | e8 чорний король · f7 чорний пішак · g7 чорний пішак · h7 чорний пішак · a2 білий пішак · b2 білий пішак · c2 білий пішак · d1 білий король | e8 чорний король · f7 чорний пішак · g7 чорний пішак · h7 чорний пішак · a2 білий пішак · b2 білий пішак · c2 білий пішак · d1 білий король | e8 чорний король · f7 чорний пішак · g7 чорний пішак · h7 чорний пішак · a2 білий пішак · b2 білий пішак · c2 білий пішак · d1 білий король | e8 чорний король · f7 чорний пішак · g7 чорний пішак · h7 чорний пішак · a2 білий пішак · b2 білий пішак · c2 білий пішак · d1 білий король | e8 чорний король · f7 чорний пішак · g7 чорний пішак · h7 чорний пішак · a2 білий пішак · b2 білий пішак · c2 білий пішак · d1 білий король | e8 чорний король · f7 чорний пішак · g7 чорний пішак · h7 чорний пішак · a2 білий пішак · b2 білий пішак · c2 білий пішак · d1 білий король | e8 чорний король · f7 чорний пішак · g7 чорний пішак · h7 чорний пішак · a2 білий пішак · b2 білий пішак · c2 білий пішак · d1 білий король | 1 |
|   | a | b | c | d | e | f | g | h |   |

Капітан збірної Пешта (іншим членом команди був Вінцент Грімм), яка проводила кореспонденційний матч проти Парижа (1842-1845). Пештці перемогли 2:0, що стало доволі несподіваним результатом. Посів 5-те місце на першому міжнародному турнірі 1851 в Лондоні, який зібрав багатьох провідних шахістів Європи. Після цього майже не грав. Варта уваги нічия у Відні з Фалькбеєром (+9 -9 =2) 1852 року, а також поразка наступного року від Гаррвіца (+1 -3 =1) в Лондоні. Відповідно до рейтингу ретроспективної бази даних Chessmetrics входив до десятки найсильніших шахістів Європи в 1850-х роках.
Відзначався стратегічним підходом до гри і тактичним позиційнім мисленням. Автор аналізу закінчення «тура і слон проти тури», а також інших ендшпілів.